# Азурит
Азури́т, также называемый медная лазурь (фр. azur — лазурь) или азу́рный шпат (англ. azure spar):14 Cu3(СО3)2(ОН)2 — минерал синего цвета со стеклянным блеском, хрупкий. Тв. 3,5—4. Цвет черты синевато-голубой, спайность совершенная, излом раковистый. Один из наиболее распространённых вторичных минералов, содержащих медь. Индикатор и поисковый признак медных руд, азурит и сам является медной рудой, хотя и менее ценной, чем малахит.
Другие названия азурита: «медная синь», «медная лазурь» и шессилит (по имени самого известного месторождения).

## Происхождение названия
Так же, как и в случае лазурита, ляпис-лазури, лазулита и лазури вообще, название азурита обозначает его синий, небесный или морской цвет. Арабским словом лазурь, lazward (араб. azul‎ — «синева») нередко называют ясное дневное небо, однако чаще используется для обозначения чего-то глубоко-синего вообще. Позднее, уже в Средние века, через посредство латыни арабское слово приобрело современные формы звучания, что в случае минералов выглядит как: лазурит, азурит, лазулит и ляпис-лазурь. И в самом деле, окраска перечисленных минералов весьма схожа и является в той или иной мере — голубой, синей и лазурной.

## Свойства
По химическому составу азурит представляет собой водный карбонат меди с формулой Cu3(ОН)2(СО3)2, карбонатная природа азурита предопределяет многие его свойства. Азурит менее устойчив, чем малахит, его кристаллы моноклинные, обычно массивные, имеют лазурно-голубой цвет. Минерал двуосный, положительный; значения максимального и минимального показателей преломления равны примерно 1,730 и 1,838. При интенсивной окраске блеск стеклянный. Удельный вес колеблется от 3,77 до 3,89, твёрдость невысокая: от З,5 до 4 по шкале Мооса. По реакции на кислоты и поведению в пламени паяльной трубки он в целом напоминает малахит. Полосчатые срастания азурита и малахита иногда разрезают и полируют, называя их азуро-малахитом.:456-457
Интенсивно синий цвет азурита на самом деле не столь ортодоксален, как это кажется невооружённым взглядом. Многие полупрозрачные минералы, обладающие красными внутренними рефлексами, заметными в порошке с иммерсией, обнаруживают, как правило, слабый голубоватый или зеленоватый оттенок в отражённом свете. В частности, интенсивно-синий на просвет азурит в отражённом свете (например, в сравнении с голубоватым купритом) имеет отчётливо розоватый оттенок. Вообще цвета или цветные оттенки просвечивающих минералов в отраженном и в проходящем свете в подавляющем большинстве случаев являются дополнительными.:22

## Условия образования
Образуется в близповерхностных зонах окисления большинства медно-сульфидных месторождений, встречается во вторичных медных рудах вместе с малахитом. В условиях выветривания неустойчив и легко замещается малахитом. Нередко в породе встречаются полосчатые сращения азурита и малахита, которые иногда разрезают и полируют, — такая разновидность носит название азуро-малахита.

## Месторождения
Самые большие кристаллы азурита добываются в Цумебе (Намибия), Катанга (Конго) и Туиссите (Марокко), также крупные экземпляры находили в Шесси (фр.) близ Лиона (Франция), Лаурионе (Греция), Корнуолле (Великобритания), Бурре (Австралия). Самое известное месторождение азурита в США: Бисби (в штате Аризона). Известны месторождения на Алтае (Россия).

### Живопись
Как минеральный пигмент с древнейших времён использовался в изобразительном искусстве, главным образом в иконописи, для приготовления синей темперной краски.

### Ювелирное дело
Азурит изредка применяют как недорогой поделочный камень, но его хрупкость, невысокая твёрдость и относительная нестойкость цвета ограничивают использование камня.

### Пиротехника
Азурит, или медная лазурь, применяется в пиротехнике — для изготовления составов огня зелёного цвета (катионы меди окрашивают пламя в зелёный цвет).

### Коллекционный камень
Насыщенный цвет азурита делает его популярным коллекционным камнем. Чтобы сохранить глубокий синий цвет этого камня, его хранят в сухом прохладном месте.

### Другие сферы применения
Азурит как второстепенный компонент комплексных медных руд используется для выплавки меди, получения медного купороса.

## Интересные факты
Самый крупный экземпляр азурита хранится в Американском музее естественной истории в Нью-Йорке. Называется он «Поющий камень» и его масса составляет четыре с половиной тонны, найден был в шахте «Коппер Куин» (англ. Copper Queen), штат Аризона.

## Фотографии

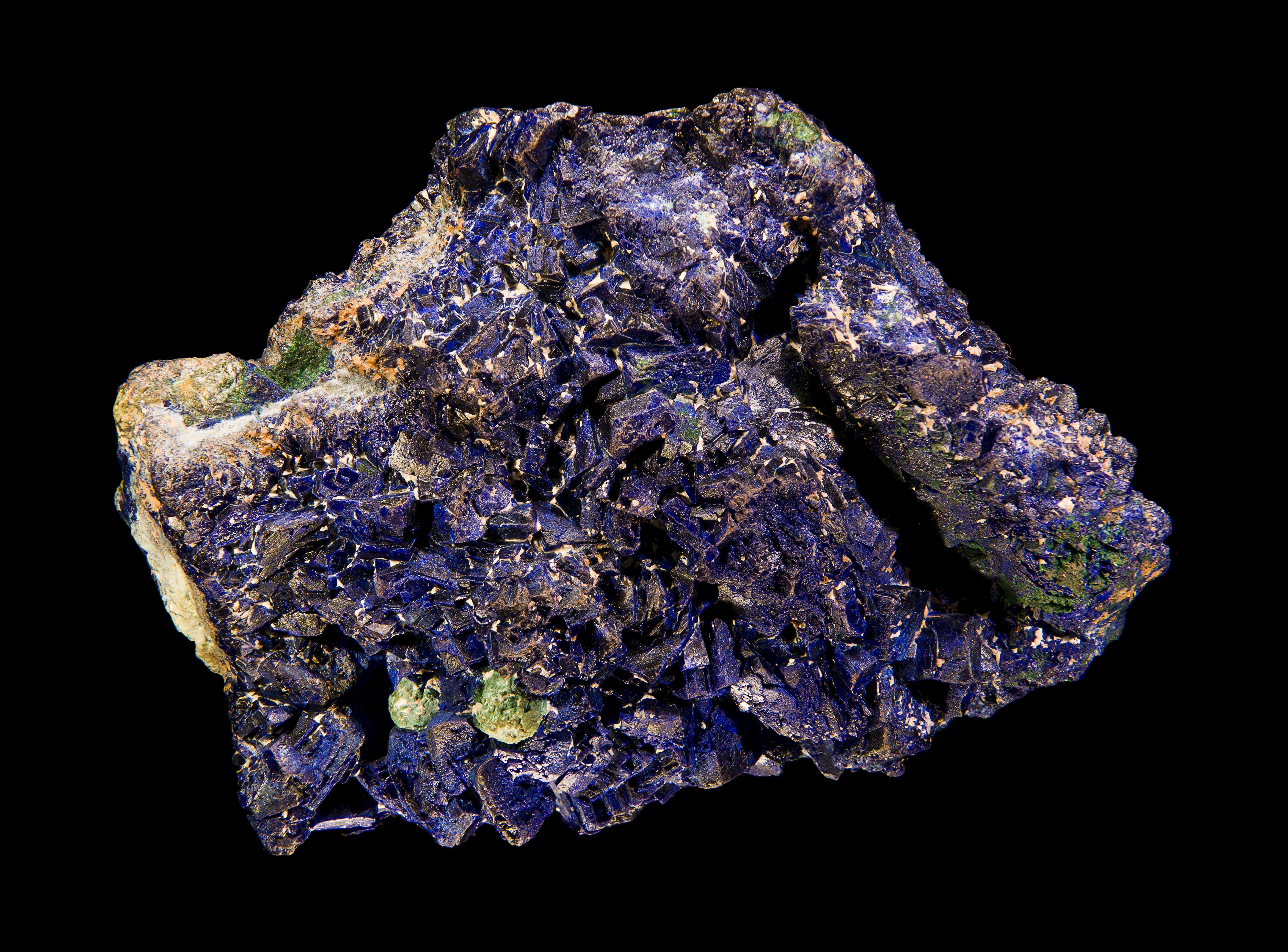
Азурит
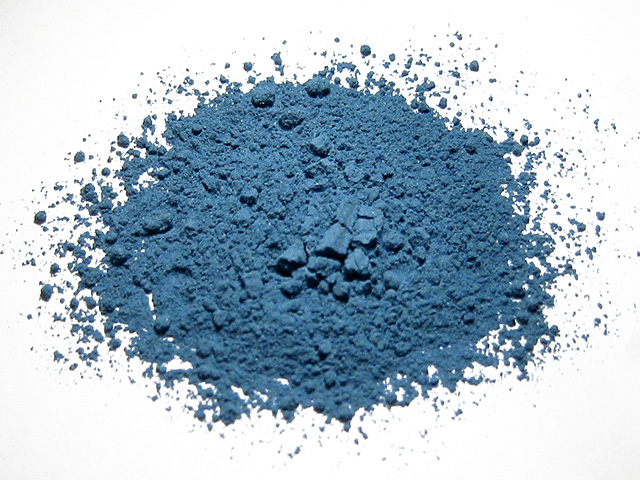
Азурит в качестве минерального пигмента
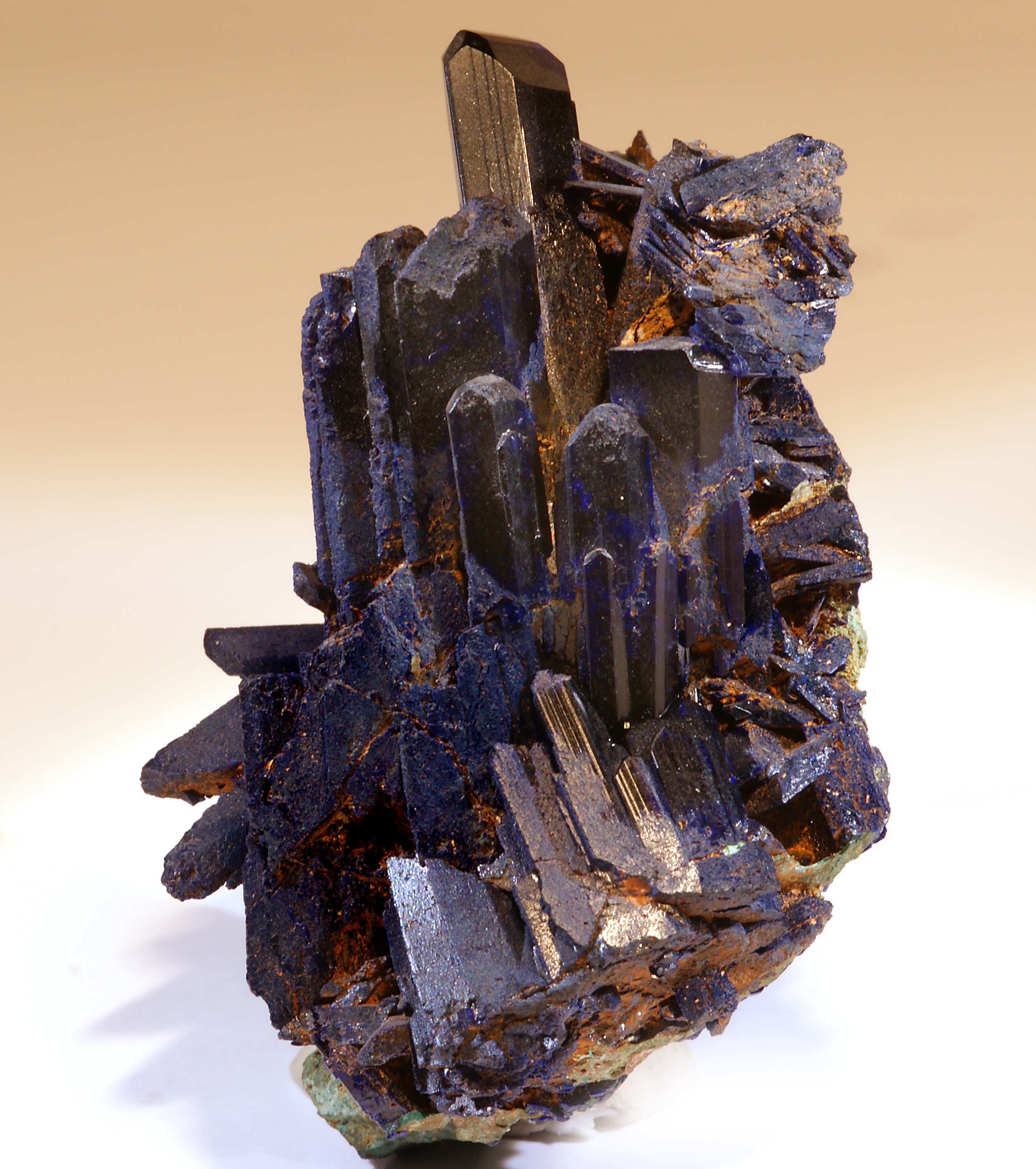
Кристаллы азурита
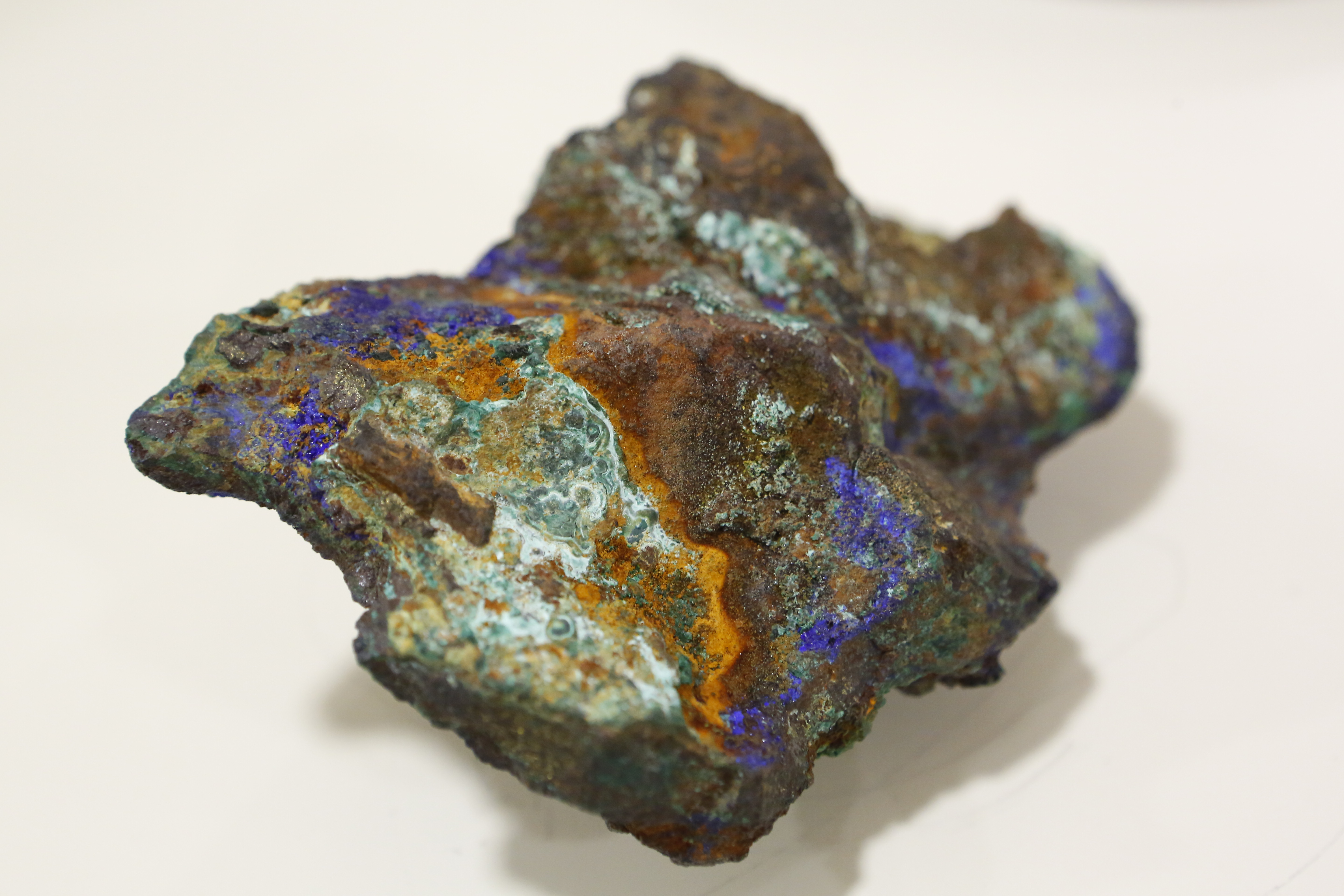
Самородок, содержащий азурит и малахит